# Cuscohigrină
Cuscohigrina este un alcaloid pirolidinic întâlnit majoritar în frunzele de coca. A fost izolată pentru prima dată de către Carl Liebermann în anul 1889, împreună cu higrina și cocaina.